# Diócesis de Bacău
La diócesis de Bacău (en latín: Dioecesis Baccoviensis seu Bachoviensis y en rumano: Episcopia de Bacău) fue una circunscripción eclesiástica de la Iglesia católica en Rumania. Se trataba de una diócesis latina, sufragánea de la arquidiócesis de Leópolis. Fue suprimida en 1840.

## Territorio y organización
La diócesis extendía su jurisdicción sobre los fieles católicos de rito latino residentes en un territorio muy vasto, incluyendo hacia 1611 Valaquia y Moldavia.
La sede de la diócesis se encontraba en la ciudad de Bacău, en donde inicialmente se hallaba la Catedral de la Visitación de la Santísima Virgen María, pero luego de su destrucción por las inundaciones de 1676, pasó a ser la catedral la iglesia de San Nicolás, que actualmente pertenece a la diócesis de Iași.

## Historia
Tras la actividad misionera llevada a cabo a partir del siglo XIII por las órdenes mendicantes franciscana y dominica, se desarrollaron varias comunidades católicas de rito latino en los territorios de la actual Rumania. Esto condujo a la erección de sedes episcopales, especialmente al sur y al este de los Cárpatos (es decir, en Valaquia y Moldavia), en su mayoría de corta duración. Los húngaros comenzaron a instalarse en la región después de 1345-1347 cuando el territorio estaba bajo el control del Reino de Hungría. Originalmente la ciudad se centró en torno a la comunidad católica que se asentó cerca de un mercado local regular frecuentado por la población de la región en el curso bajo del río Bistrița.
Entre estas diócesis, la última en orden cronológico y la más duradera fue la de Bacău, erigida por el papa Sixto V en 1590, con sede inicial en la ciudad de Argeș en Valaquia. Esta ciudad había sido anteriormente sede de otra diócesis, que permanecía vacante desde hacía casi un siglo (diócesis de Argeș). El primer obispo fue el franciscano Bernardino, nombrado por el papa Gregorio XIV en enero de 1591.
Tras la ocupación otomana de la región, antes de 1607 la sede episcopal fue trasladada a Bacău en Moldavia, región donde hasta un siglo antes existían al menos otras tres diócesis (Milcovia, Siret y Baia o Moldavia). Inicialmente, la diócesis de Bacău era sufragánea de la arquidiócesis de Kalocsa.
En 1611 en Valaquia había 3 parroquias y 2 monasterios (uno franciscano y otro dominico). En Moldavia, en cambio, había 35 parroquias, pero sólo 9 tenían un sacerdote residente. El 5 de julio de 1627 se efectuó el primer impuesto a la diócesis.
A partir de la segunda década del siglo XVII, Bacău entró en la órbita de la Mancomunidad de Polonia-Lituania. Esto supuso el traslado, a partir de 1621, a la sede metropolitana de Leópolis y el nombramiento de franciscanos polacos, con el consentimiento del rey de Polonia, que en su mayoría residían en Leópolis, con la obligación de visitar su propia diócesis al menos una vez al año. No era raro que, en ausencia del obispo, se nombrara un vicario apostólico (propiamente dicho, vicario general), con residencia en Iași.
Debido a las frecuentes invasiones de ejércitos extranjeros y el saqueo por los tártaros en el siglo XVII, muchos de sus habitantes católicos abandonaron Bacău y se refugiaron en Transilvania.
Debido al avance de los otomanos, a partir del siglo XVIII los obispos trasladaron su residencia hacia el norte, a Iași o a Snjatyn (hoy en Ucrania).
En 1774 la diócesis contaba con 10 iglesias parroquiales y aproximadamente 8000 fieles bautizados.
Entre finales del siglo XVIII y principios del siglo XIX la sede permaneció vacante durante unos veinte años, tras la supresión de la Mancomunidad de Polonia-Lituania. Posteriormente, se encuentran otros dos obispos Baco, hasta 1818, cuando en lugar de la actual diócesis se erigió el vicariato apostólico de Moldavia, elevado a su vez al rango de diócesis con el nombre de diócesis de Iași en 1884.
Sin embargo, la sede de Bacău estuvo presente en los Anuarios Pontificios hasta 1840.

## Episcopologio
- Bernardino Quirino, O.F.M. † (7 de enero de 1591-septiembre-octubre de 1604falleció)
- Gerolamo Arsengo, O.F.M.Conv. † (17 de febrero de 1607-antes del 30 de abril de 1610falleció)
- Walerian Lubieniecki, O.F.M. † (18 de abril de 1611-1617falleció)
- Adam Górski, O.F.M.Conv. † (26 de noviembre de 1618-1626falleció)
- Mikołaj Gabriel Fredro, O.F.M.Conv. † (19 de julio de 1627-antes del 29 de abril de 1632falleció)
- Jan Zamoyski, O.P. † (18 de julio de 1633-6 de diciembre de 1649 nombrado obispo de Przemyśl)
- Maciej Marian Kurski, O.F.M. † (7 de mayo de 1651-21 de febrero de 1661 nombrado obispo titular de Eno)
- Anastazy Rudnicki, O.F.M. † (31 de julio de 1662-julio o agosto de 1675falleció)
- Jakub Górecki, O.P. † (31 de enero de 1678-? falleció)
- Jakub Franciszek Dłuski, O.F.M.Conv. † (22 de diciembre de 1681-? falleció)
- Armand Wiktoryn Cieszejko, O.P. † (15 de marzo de 1694-? falleció)
- Franciszek Biegański, O.F.M.Conv. † (24 de noviembre de 1698-enero de 1709falleció)
- Jan Mikołaj Lubieniecki, O.P. † (23 de febrero de 1711-? falleció)
- Adrian Skrzetuski, O.F.M.Conv. † (23 de septiembre de 1715-? falleció)
- Jozafat Parysowicz, O.F.M.Conv. † (14 de junio de 1717-antes del 3 de noviembre de 1732falleció)
  - Tomasz Załęski, O.P. † (13 de abril de 1733-antes del 26 de febrero de 1734falleció) (obispo electo)
- Stanisław Rajmund Jezierski, O.P. † (20 de diciembre de 1737-28 de abril de 1782falleció)
- Dominik Piotr Karwosiecki, O.F.M.Conv. † (28 de abril de 1782 por sucesión-30 de septiembre de 1789falleció)
  - Sede vacante (1789-1808)
- Bonaventura Carenzi, O.F.M.Conv. † (20 de diciembre de 1808-26 de septiembre de 1814 nombrado obispo de Città della Pieve)
- Giuseppe Bonaventura Berardi, O.F.M.Conv. † (20 de marzo de 1815-10 de abril de 1818falleció)